# 三通館
三通館，清代修書館，乾隆三十二年（1767年）開辦，以大學士任總裁官。
乾隆十二年（1747年），武英殿刊印《三通》，於宣武門設立續文獻通考館，命張廷玉等為總裁，齊召南等為纂修，編成《續文獻通考》250卷。乾隆三十二年（1767年），改續文獻通考館為三通館，以嵇璜、刘墉等任总裁。乾隆三十八年诏开四庫全書館，將《续文献通考》《续通志》《续通典》的编纂纳入《四库全书》統籌。乾隆五十二年正月，彭元瑞充三通馆总裁，又陸續編成《續通典》150卷、《續通志》640卷。三通馆纂修续三通，实际纂修时多所稽考《四库全书》。今中国国家图书馆藏有三通馆编纂《续通志》《续通典》《续文献通考》时遗留的稿本。